# Ryuto Uehara
Ryuto Uehara (5 maggio 2003) è un mezzofondista giapponese.

## Palmarès
| Anno | Manifestazione               | Sede      | Evento                   | Risultato | Prestazione | Note |
| ---- | ---------------------------- | --------- | ------------------------ | --------- | ----------- | ---- |
| 2025 | Giochi mondiali universitari | Reno-Ruhr | Mezza maratona           | Bronzo    | 1h02'39"    |      |
| 2025 | Giochi mondiali universitari | Reno-Ruhr | Mezza maratona a squadre | Oro       |             |      |

## Campionati nazionali
2023
- 20º ai campionati universitari giapponesi di mezza maratona - 1h03'22"

## Altre competizioni internazionali
2025
- 9º alla Mezza maratona di Marugame ( Marugame) - 1h00'30"
- 12º alla Mezza maratona di Shanghai ( Shanghai) - 1h03'37"